# Friesea nauroisi
Friesea nauroisi är en urinsektsart som beskrevs av Cassagnau 1958. Friesea nauroisi ingår i släktet Friesea och familjen Neanuridae. Inga underarter finns listade i Catalogue of Life.